# Беглецов, Владимир Евгеньевич
Влади́мир Евге́ньевич Беглецо́в (род. 1 февраля 1964) — российский хоровой и симфонический дирижёр, педагог. Лауреат Международного конкурса симфонических дирижёров Фонда Иегуди Менухина (1992). Заслуженный артист Российской Федерации (2004). Лауреат Премии Правительства Санкт-Петербурга (2015). Художественный руководитель и главный дирижёр Концертного хора Санкт-Петербурга (ранее — Камерный хор Смольного собора), художественный руководитель Хора мальчиков Хорового училища имени М. И. Глинки  (Санкт-Петербург), директор Хорового училища имени М. И. Глинки

## Биография
Владимир Евгеньевич Беглецов родился 1 февраля 1964 года в Краснодаре.
Окончил Среднюю специальную школу-десятилетку Ленинградской консерватории (педагоги — П. А. Россоловский, хоровое дирижирование; Н. Ф. Ушакова, фортепиано); Санкт-Петербургскую (Ленинградскую) консерваторию (хоровое и оперно-симфоническое дирижирование, класс проф. В. А. Чернушенко; фортепиано, класс проф. В. В. Нильсена).
С 1985 по 2004 год работал хормейстером в Государственной академической капелле Санкт-Петербурга. Являлся художественным руководителем Хора мальчиков Хорового училища имени М. И. Глинки (1991—2007) и дирижёром Государственного симфонического оркестра Санкт-Петербурга (1996—1998). Преподавал хоровое дирижирование в Санкт-Петербургской консерватории им. Н. А. Римского-Корсакова (2002—2006).
В 2014 году, став директором Хорового училища имени М. И. Глинки, вновь возглавил Хор мальчиков Училища.
С 2004 года по настоящее время — художественный руководитель Концертного хора Санкт-Петербурга (прежнее название коллектива Камерный хор Смольного собора, в настоящее время хор по-прежнему входит в состав Государственного музея-памятника «Исаакиевский собор»).
Гастролировал во многих странах Европы. Выступал с симфоническими коллективами Санкт-Петербургской академической филармонии им. Д. Д. Шостаковича, Государственной академической капеллы Санкт-Петербурга, оркестрами «Классика», «Северная симфониетта», «Солисты Санкт-Петербурга», Губернаторским оркестром, Санкт-Петербургским государственным академическим симфоническим оркестром (СПб ГАСО), оркестрами Словенского радио и телевидения, Бухарестской филармонии (Румыния), Подляской оперы и филармонии (Польша), Моравской филармонии (Чехия), «Sinfonietta de Picardie» (Франция), «Musica Viva» (Москва).
Среди солистов, с которыми Владимир Беглецов сотрудничал, — Зураб Соткилава, Ирина Архипова, Николай Гедда, Ирина Богачёва, Ольга Бородина, Ильдар Абдразаков, Геннадий Беззубенков, Юрий Марусин, Кармен Балтроп, Алексей Марков, Елизавета Леонская, Сергей Редькин.
В 2005 и 2024 годах награждён Благодарностями Законодательного Собрания Санкт-Петербурга.

## Творчество
Владимир Беглецов исполняет музыку практически всех эпох и стилей, хоровые сочинения a cappella, оратории, оперы, симфонические произведения. Бах и Танеев, Моцарт, Бетховен и Чайковский, Брамс, Орф , Дюрюфле, Рахманинов, Шостакович, Свиридов, Шнитке, Гаврилин, Пендерецкий, Десятников… перечень композиторских имен трудно ограничить.
Особая страница в его репертуаре — русская опера. «Алеко», «Евгений Онегин», «Снегурочка», «Иоланта», «Пиковая дама» — уникальные работы на грани концертного и сценического воплощения, осуществленные с помощью приглашенных оркестров силами Концертного хора Санкт-Петербурга, в котором почти каждый артист — потенциальный или уже реализовавший себя оперный солист.
В числе учеников Владимира Беглецова, певших в хоре и сотрудничавших с ним, — солист Большого театра России Петр Мигунов, солисты Мариинского театра Даниил Штода, Дмитрий Воропаев, Юрий Воробьёв, солисты Михайловского театра оперы и балета Борис Пинхасович, Борис Степанов и многие другие оперные певцы.
Концертный хор Санкт-Петербурга является постоянным участником международных музыкальных фестивалей «Звезды белых ночей», «Площадь искусств», «Музыкальная коллекция», Московский Пасхальный фестиваль  и других. Среди творческих партнёров — симфонические оркестры Санкт-Петербургской академической филармонии им. Д. Д. Шостаковича, Государственной академической капеллы Санкт-Петербурга, дирижёры Геннадий Рождественский, Юрий Темирканов, Валерий Гергиев, Кшиштоф Пендерецкий, Казимеж Корд, Николай Алексеев, Валентин Нестеров и многие другие.
Под управлением Владимира Беглецова хор регулярно выступает в Филармонии, Капелле, Концертном зале Мариинского театра и в Исаакиевском соборе и в Спасе на Крови. В самостоятельный сюжет складываются программы из духовных сочинений, исполняемые по двунадесятым праздникам в Исаакиевском соборе хором и солистами Мариинского и Михайловского театров.
Владимир Беглецов представил публике множество премьер сочинений современных композиторов — Кшиштофа Пендерецкого, Георгия Свиридова, Леонида Десятникова, Александра Сойникова, Анатолия Королёва, Сергея Екимова, Александра Кнайфеля, Светланы Нестеровой.
Летом 2006 года он единственный из хоровых дирижеров был удостоен чести выступать на Саммите «Большой восьмерки», проходившем в Санкт-Петербурге.
В год 125-летия С. Прокофьева (2016) Владимир Беглецов завершал юбилейный петербургский цикл концертов: в Государственной академической капелле Санкт-Петербурга прозвучали Два хора на стихи К. Бальмонта, «Скифская сюита» и оратория «На страже мира» в исполнении Концертного хора Санкт-Петербурга, Хора мальчиков Училища им. М. И. Глинки и Симфонического оркестра капеллы; партию меццо-сопрано в оратории исполнила Олеся Петрова, в роли чтеца выступил Народный артист России Николай Буров.
В том же 2016 году Концертный хор Санкт-Петербурга отметил свое 25-летие. Для торжественного вечера в Большом зале СПб филармонии Владимир Беглецов выбрал только что написанную специально для его коллектива оперу Светланы Нестеровой «Сказка о крыльях» по мотивам русской народной сказки «Поди туда — не знаю куда, найди то — не знаю что».
Среди значимых свершений сезона 2016/2017 — серия программ из песен, обработанных для хора, и симфонических сочинений В. Соловьёва-Седого (к 110-летию со дня рождения композитора).
Владимир Беглецов трижды (2015, 2016, 2017) руководил выступлениями многотысячного сводного хора на Исаакиевской и Дворцовой площадях Санкт-Петербурга в День славянской письменности и культуры.

## Скандалы
В феврале 2019 года Концертный хор Санкт-Петербурга под управлением Беглецова исполнил в Исаакиевском соборе песню про ядерную бомбардировку США «Наводи, говорю, Петров, на город Вашингтон!».

## Награды
- Медаль «За труды в культуре и искусстве» (25 марта 2025 года) — за вклад в развитие отечественной культуры и искусства, многолетнюю плодотворную деятельность[25].
- Заслуженный артист Российской Федерации (2 февраля 2004 года) — за заслуги в области искусства[1].
- Лауреат Премии Правительства Санкт-Петербурга (2015).